# Magnus Beronius
Magnus Olai Beronius (Uppsala, 18 ottobre 1692 – Uppsala, 18 maggio 1775) è stato un religioso svedese, arcivescovo di Uppsala dal 1764 fino alla sua morte.
Studiò per nove anni presso l'Università di Uppsala. Nel 1724 divenne lettore universitario presso Gävle. In seguito intraprese un viaggio attraverso l'Europa, tornando in patria nel 1727.
Divenne prima professore di poesia, poi di teologia. Infine, divenne Arcivescovo. Fu anche il rappresentante del clero al Riksdag, il parlamento svedese, tra il 1765 e il 1766.
Fu descritto come un uomo pio e garbato, che svolgeva il suo lavoro attentamente. Egli e i suoi cinque figli furono nobilitati sotto il nome di Björnstjerna nel 1760, eventualità non rara per gli arcivescovi svedesi.